# Konrad Stäheli
Konrad Stäheli (Egnach, 17 december 1866 - Sankt Gallen, 5 november 1931) was een Zwitsers schutter. Hij nam deel aan de Olympische Zomerspelen van 1900 en de Olympische Zomerspelen van 1906. Hij behaalde hierbij zes olympische medailles.

## Biografie
Konrad Stäheli had een lange en succesvolle carrière in de schietsport. Tussen 1898 en 1914 behaalde hij op ieder wereldkampioenschap minstens één titel, met uitzondering van de kampioenschappen van 1903, toen hij niet deelnam omdat deze plaatsvonden aan de andere kant van de wereld, in Buenos Aires, Argentinië. In totaal pakte hij 41 wereldtitels en 69 medailles op de wereldkampioenschappen. Zijn meest opmerkelijke titel behaalde hij tijdens de wereldkampioenschappen van 1909 in Hamburg, Duitse Keizerrijk, toen hij als eerste schutter ooit meer dan 1.000 punten behaalde in het vrij carabijnschieten, wat hem een wereldrecord opleverde en Zwitserland de overwinning bezorgde in de landencompetitie. Met 4.840 punten haalde Zwitserland twee punten meer dan Frankrijk, dat 4.838 punten behaalde.
Ondanks zijn successen op de wereldkampioenschappen nam Stäheli slechts aan twee Olympische Spelen deel, namelijk de Olympische Zomerspelen van 1900 en de Tussenliggende Spelen van 1906. Hierbij behaalde hij in totaal zes medailles, waarvan vier gouden, een zilveren en een bronzen.
Om onbekende redenen trad Stäheli niet aan in de latere Spelen van 1908 en 1912. Na de Eerste Wereldoorlog nam hij niet langer deel aan grote kampioenschappen.